# Azután (település)
Azután település Spanyolországban, Toledo tartományban. Azután Aldeanueva de Barbarroya, Navalmoralejo, Villar del Pedroso és Alcolea de Tajo községekkel határos. Lakosainak száma 289 fő (2024).

## Népesség
A település lakosságának változását az alábbi diagram mutatja:
| Lakosok száma | 342  | 329  | 306  | 310  | 295  | 285  | 289  | 288  | 296  | 289  |
|               | 2001 | 2004 | 2007 | 2009 | 2012 | 2014 | 2017 | 2019 | 2022 | 2024 |